# Alessia Padalino
Alessia Padalino (26 april 1984) is een Nederlands hockeyster, die tot op heden (peildatum 31 oktober 2008) 14 veldinterlands (1 doelpunt) heeft gespeeld voor de nationale vrouwenploeg. Tevens speelde zij 12 zaalinterlands (15 doelpunten).
Het Oranje debuut van de Haagse spits was op 20 juni 2003 in de wedstrijd tegen Zuid-Afrika (0-3) op het zeslandentoernooi te Busan (Zuid-Korea) Het enige doelpunt tot op heden werd gescoord op 25 juni 2003 in de interland tegen Engeland (1-3) uit een strafcorner. Voor het EK Hockey 2007 te Manchester viel zij net buiten de selectie.
Met Oranje won Padalino op 18 februari 2007  te Wenen de wereldtitel zaalhockey, een unicum in de Nederlandse vrouwenhockeyhistorie. Niet eerder waren de Nederlandse dames wereldkampioen in de zaal. Met Jong Oranje behaalde Padalino eerder twee Europese titels en brons op het WK -21 van 2005.
Padalino kwam achtereenvolgens uit voor Cartouche, HDM en HGC. Thans is zij in de Rabo Hoofdklasse actief voor HC Klein Zwitserland. In het seizoen 2006-2007 behaalde zij met deze ploeg een plaats bij de laatste vier van Nederland. Haar hoge doelpuntenproductiviteit in de fase na de winterstop droeg hier aan bij. Doelpunten vergaart ze meest met een hard geslagen corner.
Alessia is deel van een hockeytweeling. Zus Chiara speelt bij VMHC Cartouche.

## Belangrijkste prestaties
- goud WK Zaalhockey 2007 te Wenen
- brons WK Hockey -21 2005 met Jong Oranje te Santiago (Chili)
- goud EK Hockey -21 2004 met Jong Oranje te Dublin (Ierland)
- goud EK Hockey -21 2002 met Jong Oranje te Alcalá la Real (Spanje)

## Score statistiek Hoofdklasse
| Seizoen | Club | Land      | Competitie           | Doelpunten | Klassering |
| ------- | ---- | --------- | -------------------- | ---------- | ---------- |
| 2001/02 | HDM  | Nederland | Rabobank Hoofdklasse | 4          | 32         |
| 2002/03 | HGC  | Nederland | Rabobank Hoofdklasse | 2          | 56         |
| 2003/04 | HGC  | Nederland | Rabobank Hoofdklasse | 4          | 41         |
| 2004/05 | HGC  | Nederland | Rabobank Hoofdklasse | 2          | 70         |
| 2005/06 | HCKZ | Nederland | Rabobank Hoofdklasse | 11         | 9          |
| 2006/07 | HCKZ | Nederland | Rabobank Hoofdklasse | 20         | 3          |
| 2007/08 | HCKZ | Nederland | Rabobank Hoofdklasse | 10         | 14         |
| 2008/09 | HCKZ | Nederland | Rabobank Hoofdklasse | 19         | 2          |